# 徽县站
徽县站，位于中华人民共和国甘肃省陇南市徽县嘉陵镇，是宝成铁路上的火车站，建于1956年，由中国铁路西安局集团管辖。

## 歷史
- 建于1956年。
- 车站站房于2011年7月7日改建。[2]
- 新站房于2014年1月28日启用。[3][4]

## 車站周邊
- 嘉陵镇明德小学
- 嘉陵镇大滩村卫生所

## 外部連結
- 中国铁路客户服务中心 （页面存档备份，存于）